# Lirceus fontinalis
Lirceus fontinalis is een pissebed uit de familie Asellidae. De wetenschappelijke naam van de soort is voor het eerst geldig gepubliceerd in 1820 door Rafinesque-Schmaltz.